# Lespesia pumila
Lespesia pumila là một loài ruồi trong họ Tachinidae.